# Bảo Hiệu
Bảo Hiệu là một xã thuộc huyện Yên Thủy, tỉnh Hòa Bình, Việt Nam.

## Địa lý
Xã Bảo Hiệu nằm ở phía đông bắc huyện Yên Thủy, có vị trí địa lý:
- Phía đông và phía bắc giáp huyện Lạc Thủy
- Phía tây giáp xã Đa Phúc và xã Lạc Lương
- Phía nam giáp thị trấn Hàng Trạm và xã Hữu Lợi.

Xã Bảo Hiệu có diện tích 41,25 km², dân số năm 2018 là 7.950 người, mật độ dân số đạt 193 người/km².

## Lịch sử
Địa bàn xã Bảo Hiệu hiện nay trước đây vốn là xã Bảo Hiệu và xã Lạc Hưng.
Trước khi sáp nhập, xã Bảo Hiệu có diện tích 28,12 km², dân số là 6.397 người, mật độ dân số đạt 227 người/km². Xã Lạc Hưng có diện tích 13,13 km², dân số là 1.553 người, mật độ dân số đạt 118 người/km².
Ngày 17 tháng 12 năm 2019, Ủy ban Thường vụ Quốc hội ban hành Nghị quyết số 830/NQ-UBTVQH14 về việc sắp xếp các đơn vị hành chính cấp huyện, cấp xã thuộc tỉnh Hòa Bình (nghị quyết có hiệu lực từ ngày 1 tháng 1 năm 2020). Theo đó, sáp nhập toàn bộ diện tích và dân số của xã Lạc Hưng vào xã Bảo Hiệu.